# Kerncentrale Penly
De kerncentrale Penly ligt aan het Kanaal bij de plaats Penly in de gemeente Petit-Caux in de Franse regio Normandië.
De centrale heeft twee drukwaterreactoren (PWR). De plannen voor een derde reactor Penly-3 gaan niet door ten gunste van de EPR Flamanville-3. Op 5 april 2012 woedde een kleine brand in de kerncentrale Penly.
| reactorblok | reactortype | vermogen | begin bouw | inbedrijfname | stillegging |
| ----------- | ----------- | -------- | ---------- | ------------- | ----------- |
| Penly-1     | PWR         | 1330 MW  | 1982       | 1990          |             |
| Penly-2     | PWR         | 1330 MW  | 1984       | 1992          |             |

## Externe link

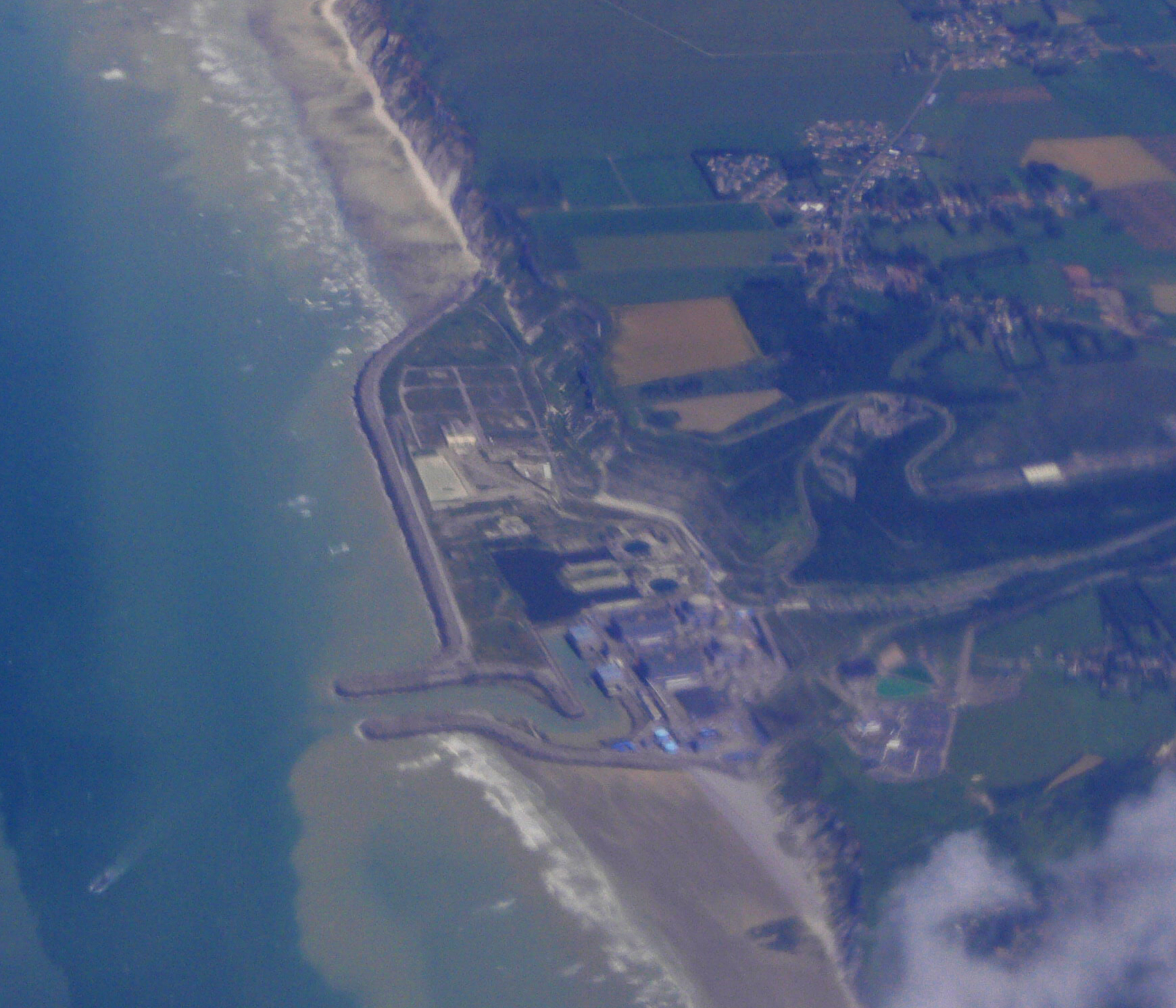
luchtfoto van kerncentrale Penly